# Miloslav Petrusek
Miloslav Petrusek (ur. 15 października 1936 w Zlinie, zm. 19 sierpnia 2012) – czeski socjolog, profesor socjologii na Uniwersytecie Karola.
Ukończył studia na uniwersytecie w Brnie. W latach 1991–1997 był dziekanem Wydziału Nauk Społecznych Uniwersytetu Karola (UK), a w latach 1997–2000 piastował na UK stanowisko prorektora. Jego dorobek obejmuje prace własne oraz przekłady w dziedzinie socjologii.
Wśród jego publikacji książkowych można wymienić: Alternativní sociologie (1992), Teorie a metoda v moderní sociologii (1993), Sociologie, literatura a politika (współautorstwo, 1996). Współtworzył i objął redakcją naukową Velký sociologický slovník (1996).